# Chiến tranh thông tin

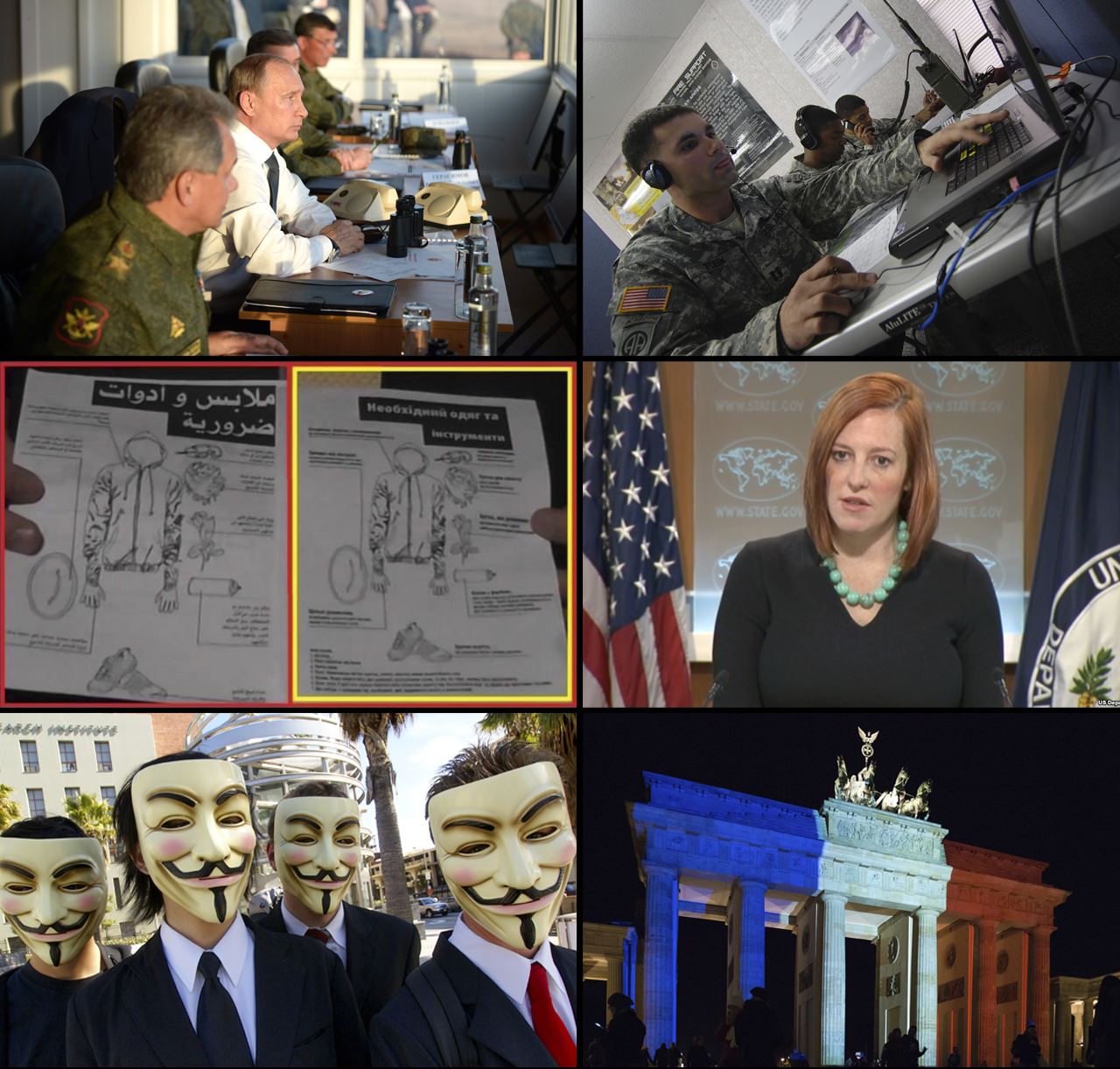
World information war Collage

Chiến tranh thông tin (tiếng Anh: information warfare) là việc sử dụng và quản lý công nghệ thông tin và truyền thông (CNTT-TT) trong không gian chiến trường để theo đuổi lợi thế cạnh tranh so với đối thủ. Nó khác với chiến tranh mạng chỉ việc tấn công máy tính, phần mềm và hệ thống điều khiển lệnh. Chiến tranh thông tin là sự thao túng thông tin, trong đó mà mục tiêu của nó tin tưởng nguồn thông tin này mà không có sự nhận biết, và do đó mục tiêu đó sẽ đưa ra quyết định ngược lại lợi ích của chính mình và đem lại lợi ích cho người tiến hành chiến tranh thông tin. Kết quả là, không rõ khi nào chiến tranh thông tin bắt đầu, kết thúc và mức độ mạnh mẽ hay sức tàn phá của nó.
Chiến tranh thông tin có thể liên quan đến việc thu thập thông tin chiến thuật, đảm bảo rằng thông tin có giá trị, truyền bá tuyên truyền hoặc phản thông tin để làm phá hoại cơ sở đạo lý hoặc thao túng kẻ thù và công chúng, phá hoại chất lượng thông tin của lực lượng đối lập, phủ nhận các cơ hội thu thập thông tin của các lực lượng đối lập. Chiến tranh thông tin gắn liền với chiến tranh tâm lý.
Cách dùng thuật ngữ này của Quân đội Hoa Kỳ ưu tiên khía cạnh công nghệ, và do đó có xu hướng mở rộng sang các lĩnh vực chiến tranh điện tử, chiến tranh mạng, đảm bảo thông tin và vận hành mạng máy tính, tấn công và phòng thủ trong thông tin. Các nền quân sự khác sử dụng thuật ngữ chiến dịch thông tin rộng hơn nhiều, mặc dù sử dụng công nghệ, tập trung hơn vào các khía cạnh liên quan đến con người trong sử dụng thông tin, bao gồm (trong số nhiều khía cạnh khác) phân tích mạng xã hội, phân tích quyết định và các khía cạnh con người của việc chỉ huy và kiểm soát.